# Татуювальник (фільм)
«Татуювальник» (англ. The Tattooist) — копродукційний фільм жаху 2007 року про молодого татуювальника, який несвідомо випускає смертельний дух.

## Сюжет
Американський татуювальник і мандрівник Джейк Соєр відвідує фестиваль тату в Сінгапурі. Він спостерігає за привабливою Сіною, яка демонструвала традиційну самоанську техніку. Джейк викрадає її інструмент для нанесення, але порізавшись ним, вирішує повернути власниці. Чоловік починає бачити дивні сни та видіння. Хоча він знаходить Сіну та повертає крадене, позбутися марев йому не вдається. Його клієнти починають вмирати при дивних обставинах, після того як їхні нові татуювання збільшились. Джейк розуміє, що існує зв'язок між малюнком на тілі та смертю. Йому необхідно знайти рішення, щоб зберегти свою кохану Сіну.

## У ролях
| Актор          | Роль           |
| -------------- | -------------- |
| Джейсон Бер    | Джейк Соєр     |
| Майкл Герст    | Креш           |
| Натаніель Ліс  | містер Перенес |
| Роббі Магасіва | Аліпаті        |
| Міа Блейк      | Сіна           |
| Девід Фейн     | містер Ва'а    |
| Тімоті Балм    | батько Джейка  |
| Меттью Рідж    | Грем           |
| Керолайн Чеонг | Вікторія       |

## Створення фільму

### Виробництво
Зйомки фільму проходили в Окленді, Нова Зеландія.

### Знімальна група
- Кінорежисер — Пітер Бергер
- Сценарист — Метью Грейнджер, Джонатан Кінг
- Кінопродюсери — Джулі Крісті, Джеймс Дін, Робін Шольс, Деніел Юн
- Композитор — Пітер Шольс
- Кінооператор — Леон Нарбі
- Кіномонтаж — Пол Максвелл
- Художник-постановник — Гері Макей
- Художник з костюмів — Гевін Мак-Лін
- Підбір акторів — Крістіна Ашер[1]

## Сприйняття

### Критика
Фільм отримав негативні відгуки. На сайті Rotten Tomatoes оцінка стрічки становить 37 % від глядачів із середньою оцінкою 3,0/5 (2 993 голоси). Фільму зарахований «розсипаний попкорн» від глядачів, Internet Movie Database — 5,1/10 (2 891 голос).

### Номінації та нагороди
| Нагороди та номінації фільму «Татуювальник» | Нагороди та номінації фільму «Татуювальник»             | Нагороди та номінації фільму «Татуювальник» | Нагороди та номінації фільму «Татуювальник» | Нагороди та номінації фільму «Татуювальник» | Нагороди та номінації фільму «Татуювальник» |
| Рік                                         | Кінофестиваль/кінопремія                                | Категорія/нагорода                          | Номінант                                    | Результат                                   |                                             |
| ------------------------------------------- | ------------------------------------------------------- | ------------------------------------------- | ------------------------------------------- | ------------------------------------------- | ------------------------------------------- |
| 2008                                        | Кінематографічна та телевізійна нагорода Нової Зеландії | Виконання ролі другого плану в фільмі       | Девід Фейн                                  | Номінація                                   |                                             |
| 2008                                        | Кінематографічна та телевізійна нагорода Нової Зеландії | Досягнення у гримі в фільмі                 | Деб Вотсон                                  | Номінація                                   |                                             |
| 2008                                        | Кінематографічна та телевізійна нагорода Нової Зеландії | Досягнення в музиці до фільму               | Пітер Шольс                                 | Номінація                                   |                                             |